# Bibliothek des Museo Correr
Die Bibliothek des Museo Correr (Biblioteca del Museo Correr) in Venedig ist in den neuen Prokuratien am Markusplatz untergebracht und besteht seit 1922. Sie ist Teil des Museo Correr und liegt in unmittelbarer Nähe der Biblioteca Nazionale Marciana. Der Eingang zur Bibliothek befindet sich neben dem Caffè Florian.

## Geschichte
Die Biblioteca del Museo Correr geht zusammen mit dem Museum auf die testamentarische Hinterlassenschaft des Teodoro Correr (1750–1830) zurück. Weitere Geber, unter ihnen 1865 Emmanuele Antonio Cicogna und in den 1920er Jahren Pompeo Gherardo Molmenti ermöglichten den Ausbau der Sammlungen. Die Bibliothek befindet sich seit 1922 am heutigen Standort am Markusplatz, nachdem sie bis 1880 im Privathaus Corrers und anschließend im Fontego dei Turchi untergebracht war.
Die Sammlungen umfassen Werke aus sieben Jahrhunderten, darunter Codices, Miniaturen, Inkunabeln, Handschriften, aber auch ganze Bestände. Daher ist das Museum in der Hauptsache eines des Buchs und der Druckkunst. Der Gesamtbestand der Bibliothek umfasst um die 120.000 Bände, über 13.000 Handschriften und etwa 800 Inkunabeln.
Auf dieser Basis, die durch Zukäufe ständig erweitert wurde, entstand eine eigene Forschungsabteilung mit Spezialgebiet Kunstgeschichte und venezianische Geschichte.

## Bestände
Die Bestände der Bibliothek werden in verschiedene Fondi unterteilt. Der Fondo Correr von 1830 weist 1533 Signaturen auf. Die Katalogisierung erfolgte durch den ersten Direktor Vincenzo Lazzari. 1861 kam der von Giuseppe Maria Malvezzi gestiftete Fondo Malvezzi hinzu, der aus 160 Manuskripten besteht. Der Stifter starb am 15. April 1884. Auch hier erstellte Lazzari einen Katalog. 1866 kam der Fondo Cicogna hinzu. Cicogna hatte mit seinen begrenzten Mitteln im Laufe der Zeit über 4000 Manuskripte, etwa 40.000 Druckwerke, darunter 750 Editionen von Boccaccio erstanden. Giuseppe Giordani arbeitete bis 1869 an der Erfassung. Heute finden sich 3.823 Manuskripte Cicognas im Museo Correr.
1879 wurde der Fondo Gradenigo-Dolfin in das Museum aufgenommen, ein Bestand von 1230 Manuskripten, die die am 8. Februar 1879 verstorbene Contessa Elena Maria Gradenigo, geb. Dolfin, vermachte. Die Gräfin und Sternkreuzordensdame genügte mit der Überlassung an das Museum dem Wunsch ihres Ehemannes Vincenzo Domenico Gradenigo, den er in seinem Testament vom 20. Juli 1869 festgehalten hatte. Die Sammlung geht im Kern auf Pietro Gradenigo (1695–1776) zurück. 1903 publizierte Daniele Ricciotti Bratti den dazugehörigen Katalog. Ähnlich wie die anderen Kataloge ist auch dieser inzwischen via Internet verfügbar. 1881 erfolgte eine weitere Stiftung durch die Conti Francesco Lodovico und Lorenzo Donà dalle Rose, die dementsprechend im Fondo Donà dalle Rose aufgingen. Dieser geht auf Sammlungen der Familien Tron und Donà zurück. Dem Angestellten des Museo Giuseppe Nicoletti gelang bis 1882 die Katalogisierung der etwa 500 Manuskripte. Viele der Stücke wurden von Leonardo Donà (1536–1612) erworben oder selbst verfasst.
1885 vermachte Michele Wcovich Lazzari (1814–1886) einen Bestand, der heute den Fondo Wcovich Lazzari bildet; die Übergabe der 5000 Manuskripte und Drucke erfolgte durch seine Witwe Caterina Campagnella. 1891 erwarb das Museum den Fondo Morosini Grimani, einer Familie, deren letzte Angehörige Loredana Morosini Gatterburg 1884 verstorben war. 1891 erklärte sich zwar der venezianische Teil der Erben bereit, den Bestand gratuitamente dem Correr zu überlassen, doch der österreichische Teil verlangte eine Bezahlung. So kam es zu Prozessen, an deren Ende das Museum 2.418 Bücher und 607 Manuskripte aus dem Palazzo Morosini di Santo Stefano erhielt. Die Sammlung ging zu erheblichen Teilen auf den Dogen Francesco Morosini (1619–1694) zurück. Inventarisiert wurde der Bestand von Bartolomeo Cecchetti, dem Direktor des Staatsarchivs. Mit der Bezeichnung Fondo Provenienze Diverse werden Bestände zusammengefasst, die verschiedener Provenienz sind. Dieser umfasst 3430 Signaturen.
Das Haus ist der Nuova Biblioteca Manoscritta angeschlossen, die Manuskripte Venetiens via Internet verfügbar macht.